# Jules Siegfried
Pour les articles homonymes, voir Siegfried.
Jules Siegfried, né le 12 février 1837 à Mulhouse et mort le 26 septembre 1922 au Havre, est un entrepreneur et homme politique français.

## Biographie

### Parcours professionnel et vie familiale
Issu d’un grand-père drapier et d’un père qui avait commencé comme commissionnaire avant de créer une maison de négoce avec son cousin, Jules Siegfried interrompit ses études à l’âge de treize ans pour entrer comme apprenti dans la maison de commerce de son père, auquel il s’associe avant de partir pour les États-Unis. Rentré en France en 1862, il fonde, avec son frère Jacques Siegfried, au Havre et à Mulhouse, la société Siegfried Frères, spécialisée dans le négoce du coton. Elle devient la Compagnie cotonnière vers 1870. Dès l’automne 1862, la société a une succursale à Bombay. Les frères Siegfried ne tardent pas à devenir millionnaires.
Toujours avec son frère, il est à l’origine de la création de l’École supérieure de commerce de Mulhouse, fondée en 1866 sur le modèle de l’Institut supérieur de commerce d’Anvers. Celle-ci est fermée en juillet 1872, en raison de l’annexion de l’Alsace. Elle sert de modèle à celle de Lyon qui recrute nombre de ses professeurs. Les frères Siegfried quittent alors l’Alsace pour s’installer en Normandie, où ils fondent l’École supérieure de commerce de Rouen et l’École supérieure de commerce du Havre qui existent toujours. Une succursale de leur maison de négoce est ouverte à La Nouvelle-Orléans tandis que son frère Jacques se retire en 1865, remplacé par son autre frère Ernest.
Le 2 février 1869, à Alès (Gard), Jules Siegfried, luthérien, épouse Julie Puaux-Siegfried (1848-1922), réformée. Julie Siegfried est féministe, présidente ou fondatrice de nombreuses œuvres d'assistance ou d’œuvres de guerre, qui lui permettent d'être décorée de la Légion d'honneur, en 1919, sur contingent du ministère de l'intérieur. Jules Siegfried partage les combats de sa femme pour le vote des femmes : il préside notamment le « groupe des droits de la femme », créé à la Chambre des députés en 1918. Ils sont les parents de l’historien et sociologue André Siegfried (1875-1959), membre tout d'abord de Académie des sciences morales et politiques, puis élu à l’Académie française.

### Carrière électorale

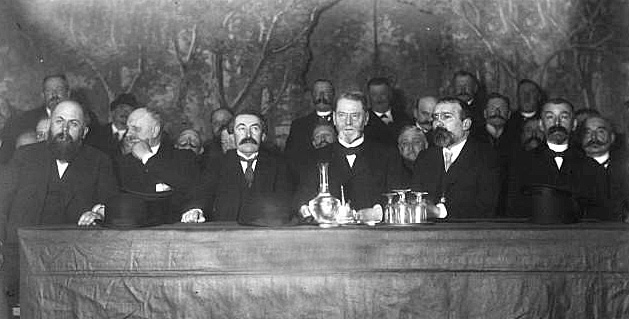
Jules Siegfried lors d'une réunion politique au Havre en 1914.

Siegfried fut premier adjoint, puis maire du Havre (1870-1873 et 1878-1886), député et conseiller général de la Seine-Inférieure (1886-1897 et 1902-1922), sénateur (1897-1900), puis ministre du Commerce, de l’Industrie et des colonies, du 6 décembre 1892 au 30 mars 1893, dans le 1er et le 2e cabinet Ribot.
À la Chambre, il traita avec compétence les questions commerciales, maritimes, financières et sociales. Préoccupé par le sort des plus pauvres et cherchant la prospérité de son pays, il chercha à promouvoir l’habitat social. Ainsi, la « loi Siegfried » du 30 novembre 1894 encourage la création d’organismes d’habitations à bon marché. Cette loi qu'il a tant portée avec ses amis Georges Picot, Émile Cheysson et que Georges Guyon impose également en lui donnant la forme en tant qu'architecte fondateur pour le logement social par sa réalisation (1892-1896) "GROUPE DE LA RUCHE" 5 rue Paul-Lafargue à la Plaine Saint-Denis.
En 1905, lors du vote de la loi de séparation des Églises et de l'État, il est absent par congé.
C’est auprès de cet homme politique influent, « le plus représentatif de l’esprit havrais » selon René Coty, que ce dernier entama sa carrière politique.

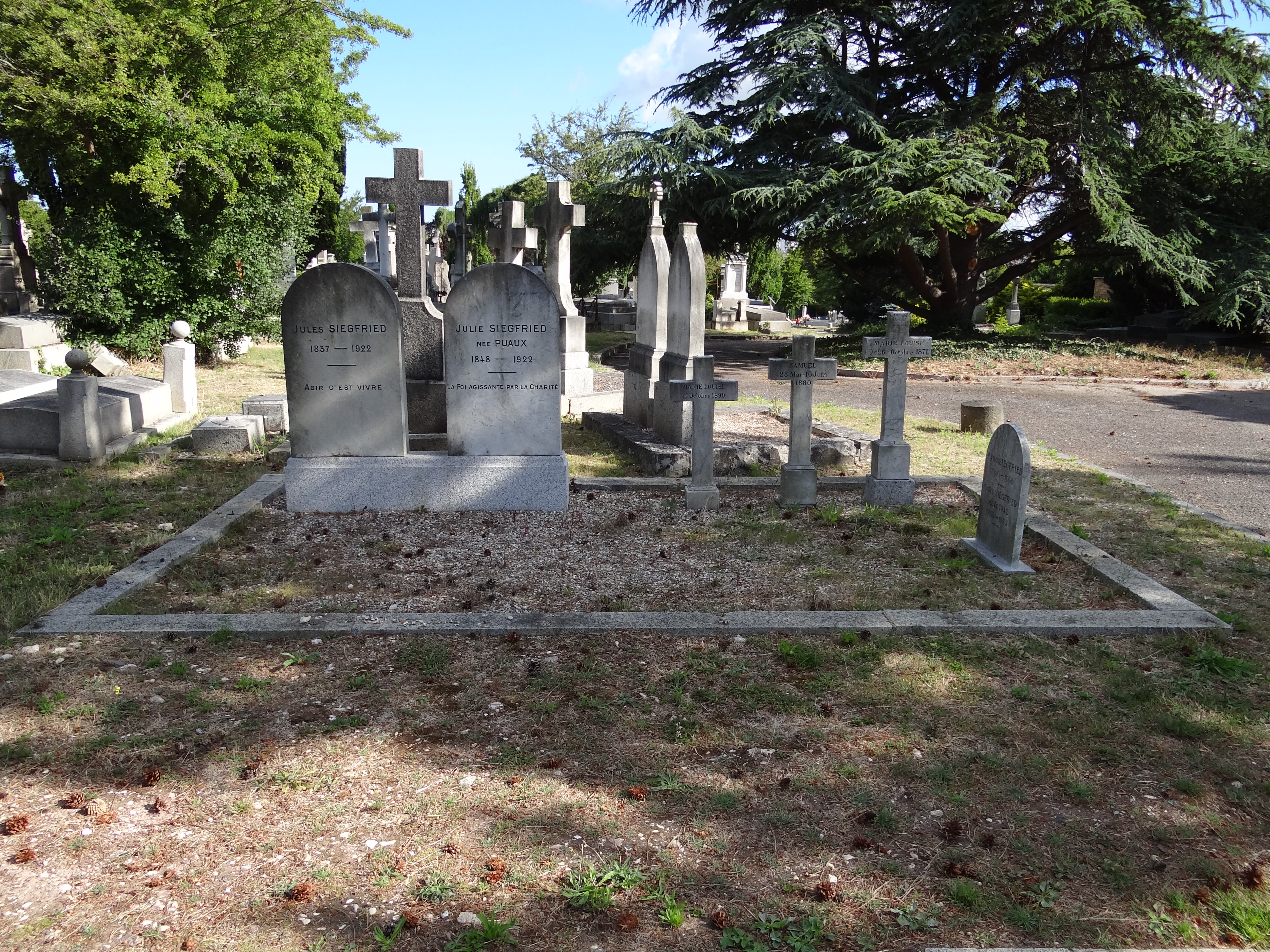
La tombe de Jules Siegfried au cimetière Sainte-Marie du Havre (Seine-Maritime).

### Distinctions et postérité
- Officier de la Légion d'honneur (décret du 12 octobre 1883)
- Grand officier de l'ordre de la Couronne (1918)[4]

Jules Siegfried était officier de la Légion d'honneur, membre de la Chambre de commerce du Havre, fondateur de la Société des cités ouvrières, du Cercle Franklin, des Bains et lavoirs publics. Sa Compagnie cotonnière est devenue une filiale de Dagris (anciennement Compagnie française pour le développement des fibres textiles (CFDT).
À Strasbourg, une plaque de bronze à son effigie, exécutée par P. Klein, honore sa mémoire sur la route du Polygone, à côté de l'église protestante de Neudorf.
Il existe une rue Jules-Siegfried dans le lotissement « Campagne à Paris » du 20e arrondissement de Paris, ainsi qu'à Villeurbanne, dans le quartier des Buers, dans sa ville natale Mulhouse et à Marseille, où une avenue lui est dédiée dans le 9e arrondissement. De la même façon, une telle rue rejoint, au Havre, la place de l'Hôtel-de-Ville à l'avenue du Général-Archinard, en longeant le Pasino, situé dans les locaux de l'ancienne Chambre de commerce et de l'industrie. À Saint-Denis, des pavillons en brique construits par la société coopérative de construction bon marché le Coin du feu donnent sur une voie dénommée passage Jules-Siegfried. Il existe une rue Jules-Siegfried à Épinay-sur-Seine, une rue de maisons ouvrières à La Rochelle, à Elbeuf-sur-Seine et à Pavilly. Le nom de Jules Siegfried est également porté par un lycée technologique et professionnel au Havre ainsi qu'un lycée général et technologique dans le 10e arrondissement de Paris.

## Mandats électifs
Député
- 1885 - 1897 : Seine-Inférieure
- 1902 - 1922 : Seine-Inférieure (groupes parlementaires de l’Alliance démocratique)

Sénateur
- 1897 - 1900 : Seine-Maritime

## Œuvres
- La Misère, son histoire, ses causes, ses remèdes, Paris, G Baillère, 1877, Gallica
- Quelques mots sur la question des chemins de fer en France, Le Havre, Brindeau, 1875, Gallica
- L'Éducation dans les écoles communales du Havre, Havre, impr. du journal Le Havre, 1879